# Karma Kagyü
Karma Kagyu es el linaje de transmisión más grande dentro de la escuela Kagyu, la cual a su vez es una de las cuatro escuelas más grandes dentro del budismo tibetano. El líder espiritual de los Karma Kagyu es el Gyalwa Karmapa. Con más de 600 grupos y centros, la escuela Karma Kagyu del budismo tibetano es una de las escuelas con mayor crecimiento en Occidente.
Los Karma Kagyu usualmente son llamados los del "Sombrero Negro", en referencia a la Corona Negra utilizada por el Karmapa.

## Orígenes
La escuela Karma Kagyu fue fundada por el primer Karmapa, Düsum Khyenpa, y es encabezada por el Gyalwa Karmapa, un lama reencarnado. El Karmapa fue el primer lama reencarnado históricamente, conocidos como tulkus (maestros que reencarnan conscientemente), y fue predicho por Buda Gautama en el Sutra Samadhiraja, que significa literalmente: Discurso sobre los Reyes de la Concentración Meditativa.

## Enseñanzas
La escuela Karma Kagyu pertenece a la rama vajrayāna del budismo mahāyāna.
La enseñanza central de la escuela es el Mahamudra, también conocida como el "Gran Sello". Esta enseñanza se enfoca, principalmente, en cuatro estadios de práctica meditativa (las cuatro Yogas de Mahamudra) que son:
- El desarrollo de la unidireccionalidad de la mente
- La trascendencia de toda elaboración conceptual
- El cultivo de la perspectiva de que todos los fenómenos tienen "un sólo sabor"
- La realización del camino, el cual está más allá de cualquier acto de meditación mismo

Es a través de estos cuatro estados que se dice que el practicante obtiene la perfecta realización del Mahamudra. El Mahamudra es practicado tanto independientemente como un complemento de la práctica Vajrayana.
Dentro de los Karma Kagyu, la práctica meditativa es casi invariablemente presentada de una manera progresiva. La práctica inicial es el Ngondro (la práctica de los cuatro fundamentos extraordinarios). Seguido de esto las prácticas pueden incluir: meditación Shamatha (calmar la mente, unidireccionalidad), introducción a la historia y filosofía budistas, e iniciaciones en los Tantras menores - clásicamente a través de Yidams, tales como los Budas Avalokiteshvara (Tib: Chenrezig), Tara y Amitābha. Otra práctica tradicional es enfocarse en las Seis Yogas de Naropa. Un tercer enfoque es la práctica del Guru Yoga o identificación con las cualidades iluminadas del Lama, en este caso del Karmapa.
Si bien una de las características principales de la escuela Karma Kagyu es el énfasis en las prácticas meditativas, todas las formas y niveles de historia y filosofía budistas son también incluidos en el proceso de aprendizaje.

## Lamas
El lama sustentador del linaje Karma Kagyu es el Karmapa, quien ejerce como tal, una vez alcanzada la mayoría de edad y después de haber recibido el entrenamiento y las transmisiones necesarias. Desde la muerte de un Karmapa hasta el siguiente, toma su lugar un sostenedor del linaje, el cual es uno (o más) de los principales discípulos del Karmapa anterior. S.S. el 16.º Gyalwa Karmapa dejó el linaje en manos de cuatro eminentes lamas: S.E. el 14.º Shamar Rinpoche, S.E. el 12.º Tai Situ Rinpoche, S.E. el 3.er Jamgön Kongtrül Rinpoche y S.E. el 12.º Goshir Gyaltsab Rinpoche.
En el siguiente nivel de precedencia se encuentran todos los Lamas Kagyu que han recibido el título de Rinpoche (literalmente: joya preciosa), que son altamente apreciados como maestros de confianza. Aquellos que tienen el grado de Khenpo han completado el equivalente a un doctorado en estudios budistas.
Existen también (tanto actualmente como históricamente) muchas Lamas Kagyus femeninas. Probablemente una de las más conocidas y activas Lamas Kagyu femeninas en Occidente es Ani Pema Chödrön.